# 化粧品とジャム論

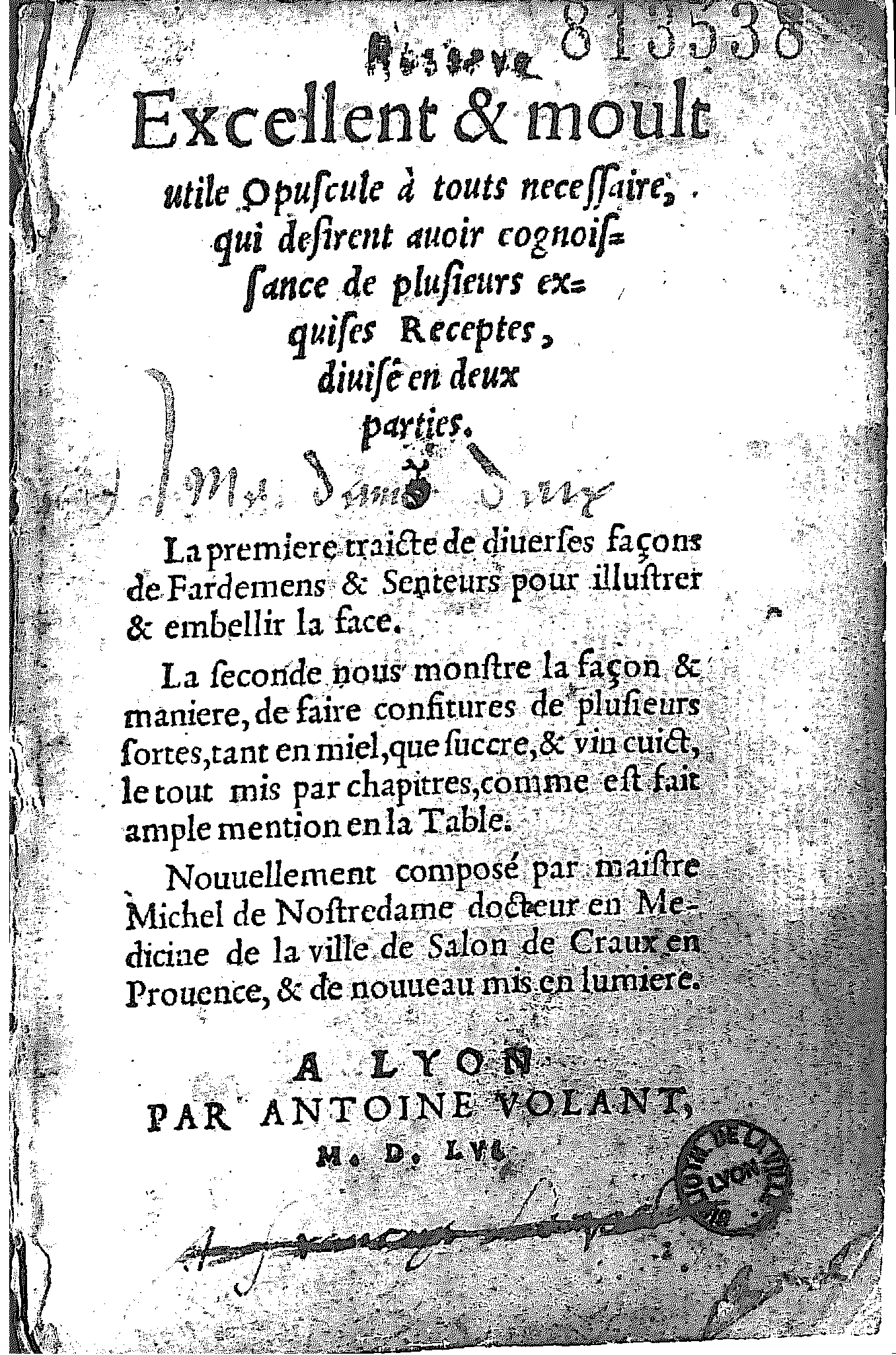
リヨンで出された版（1555年）

『化粧品とジャム論』（けしょうひんとジャムろん、仏: Le Traité des Fardements et des Confitures）は、フランスの医師・占星術師ミシェル・ド・ノートルダム（通称ノストラダムス）の医師としての主著の通称である。
初版のメインタイトルは『若干の魅力的な処方についての知識を得たいと思う全ての人々にとって優良かつ大変有益な二部構成の小論集（Excellent & moult utile Opuscule à touts necessaire, qui desirent avoir cognoissance de plusieurs exquises Receptes, divisé en deux parties.）』となっていたが、後の版ではしばしば異なる題名が用いられ、現在では『化粧品とジャム論』ないし『化粧品論（Traité des Fardements）』などと総称されるのが一般的である。第二部のみを指す場合は『ジャム論（Traité des Confitures）』と呼ばれる。
この書は人気を博し、16世紀の間に10回以上版を重ねた。

## 出版年
初版の刊行は1552年とする説もあるが、少なくとも現存最古は1555年版である。かつてウジェーヌ・バレストは、フランスの王立図書館（現国立図書館）に1552年版が所蔵されていると主張していたが、現存しない。

## 内容
初版の扉には、『若干の魅力的な処方についての知識を得たいと思う全ての人々にとって優良かつ大変有益な二部構成の小論集。第一論文は顔を麗々しく、一層美しいものにするための美顔料や香料の作り方。第二論文は目次で多く言及されている通り、蜂蜜、砂糖、濃縮ワインなどをたっぷり使ったいくつかのジャムの作り方の手ほどきを示すもの。プロヴァンス州サロン・ド・クローに住む医学博士ミシェル・ド・ノートルダム師が新たに編纂し、新しく公刊されたもの』と記載されていた。この説明的な題名が示すように、第一部が化粧品論、第二部がジャム・菓子などの製法になっていた。

### 第一部
全34章で、美容術・衛生法などについての処方が説かれている。第8章では、ノストラダムスが1546年にエクス＝アン＝プロヴァンスでペスト治療に当たったときのことが略述されており、医師としてのノストラダムスを垣間見ることができる。ただし、彼が述べているペスト治療に用いた薬の効能については、疑問視する意見や否定的な意見が見られる。
その第8章の処方に限らず、彼の調剤は伝統的な医学理論に基づいたもので、四体液の均衡を重視するものであった。その材料は高価な香料や香辛料、金・水銀・鉛白などの（一部には有害なものも含む）金属類、珊瑚・ラピスラズリ・真珠などの宝石類、様々な植物、はては実在しない一角獣の角など様々であった。
初版の第18章（媚薬の製法）は、1557年以降の版によっては削除されている。
なお、加治木義博はノストラダムスを安息香酸の発見者だといっている。第4章、第5章では「安息香の香油」（l'huile de benjoin）の製法の中で安息香から成分を抽出するくだりがあるものの、一般的な化学史では、安息香酸の発見者はノストラダムスとは見なされていない。

### 第二部
全30章で、それらに先立ち実弟ジャン・ド・ノートルダムへの献辞が収録されている。
ジャムや菓子類のレシピが収録されているこの第二部は、フランス人によって書かれた最初のジャムの製法指南書とされ、フランス食文化史でも一定の重要性を持つ。ほかに、マジパンの製法に触れた章は、現存最古のフランス語によるマジパンのレシピと指摘する者もいる。
ノストラダムスのレシピには、当時まだ高級品だった砂糖がふんだんに使われている。ノストラダムスはこれを滋養に富む食材としていたが、当時は逆に砂糖の摂取は健康を損なうとする学説を奉じるパラケルススの学派も存在し、ノストラダムスの立場が批判されたという。
ノストラダムスよりも先にフランス語で書かれたジャム論も出版されていた。それはイタリア人医師カヴァジョーリの著書のフランス語訳だったが、この人物はジョヴァンニ・バッティスタ・コンファロニエリと同一だろうと推測されている。そして、そのコンファロニエリのワインに関するラテン語文献は、ノストラダムスが所蔵していたことが明らかになっており、参考文献の一つになったと考えられている。

## 再版
この書は人気を博し、以下の業者たちによって何度も再版された（*印は現存しないもの）。
- 1555年、アントワーヌ・ヴォラン（リヨン）
- 1556年、アントワーヌ・ヴォラン（リヨン）
- 1556年、オリヴィエ・ド・アルシー（パリ）
- 1556年、刊行者不明（ポワチエ）*
- 1557年、クリストフ・プランタン（アントウェルペン）
- 1560年、アントワーヌ・ヴォラン（リヨン）*
- 1567年頃、マルネフ兄弟とブーシェ兄弟（ポワチエ）
- 1572年、ブノワ・リゴー（リヨン）
- 1572年、ミヒャエル・マンガー（アウクスブルク）
- 1573年、ミヒャエル・マンガー（アウクスブルク）
- 1580年、ミヒャエル・マンガー（アウクスブルク）
- 1589年、ミヒャエル・マンガー（アウクスブルク）

ほかにノストラダムス2世が便乗して出版した海賊版なども現存している。

## 20世紀以降の再版
全体の影印版（ファクシミリ復刻版）は以下の2種類がある。
- Nostradamus, Michel (1979) [1557]. Traité des Confitures (Reprint ed.). Paris: Gutemberg
- Nostradamus, Michel (2008) [1555]. Traité des Fardements et dea Confitures (Reprint ed.). Lyon: Michel Chomarat

ほかに、全体を復刻したものとして劇作家クヌート・ベーザーによる以下のものがある。
- Nostradamus, Michel (1994). Boeser, Knut. ed. Die Elixiere des Nostradamus. Rowohlt Tb. ISBN 3499136082
1572年ドイツ語版を復刻した1994年ドイツ語版。
  - Nostradamus, Michel (March 1996). Boeser, Knut. ed. The Elixirs of Nostradamus: Nostradamus' Original Recipes for Elixirs, Scented Water, Beauty Potions and Sweetmeats (Reprint ed.). Moyer Bell Ltd. ISBN 1559211555
上記ベーザーの著書の英訳版。ただし、訳出に当たって、第一部では10章分、第二部では6章分が省かれている抄訳版である。
  - ノストラダムス 著、クヌート・ベーザー編 編『ノストラダムスの万能薬』明石三世訳、八坂書房、1999年1月。ISBN 4-89694-427-5。
上記英訳版を日本語訳したもの。英訳版で省かれた章の補完などはなされていない。
  - Nostradamus, Michel (2004). Boeser, Knut. ed. Alquimia de Nostradamus (Reprint ed.). Germape
上記ベーザーの著書のポルトガル語版。

第二部のみの復刻は、ニース大学名誉教授のジャン＝ミシェル・ドヴォーによるものなど、他にも複数ある。